# Немзер, Елена Яковлевна
Елена Яковлевна Немзер (1 апреля 1954) — российская театральная актриса. Лауреат национальной театральной премии «Золотая маска 2017», заслуженная артистка Российской Федерации (1996).

## Биография
Елена Немзер родилась в 1954 году.
В 1975 году завершила обучение в Ленинградском государственном институте театра, музыки и кинематографии. Проходила учёбу на курсе З. Я. Корогодского. После окончания института принята на работу в Ленинградский Театр драмы и комедии (ныне Театр на Литейном). За годы работы в этом Театре сыграла более 20 ролей. В 1982 году Немзер удостоена премии «Лучшая актриса 1982 года» за роль Эвы Лотты в спектакле «Сыщик, или никто» А. Линдгрен. В 1996 году Указом Президента ей присвоено звание «Заслуженная артистка Российской Федерации».
Елена Немзер заметна и как талантливый художник, работающий в разных жанрах. В Театре на Литейном по эскизам Елены Немзер оформлялись спектакли «Роль», «Прощай, Иуда», «Плюшевая обезьянка в детской кроватке», а также программка спектакля «Арфа приветствия».
В декабре 2008 года перешла на служение в Александринский театр. Дебютной работой на основной сцене Александринского театра стала роль в спектакле «Ксения. История любви» В. Леванова. В сентябре 2015 года исполнила роль Панталоны в спектакле Николая Рощина «Ворон». В июле 2016 года за эту работу номинирована на Высшую театральную премию Санкт-Петербурга «Золотой софит» («Лучшая женская роль»). В 2017 году стала лауреатом Российской национальной театральной премии «Золотая Маска» в номинации «Женская роль второго плана».
В феврале 2017 исполнила роль Мамаши Кураж в спектакле «Мамаша Кураж и её дети» Теодороса Терзопулоса. За эту работу была номинирована на Высшую театральную премию Санкт-Петербурга «Золотой софит» сезона 2016/2017 годов, награждена Международной премией Станиславского в номинации «Мастерство актёра». В 2019 году награждена Shanghai Magnolia Stage Performance Award в номинации «Лучшая актриса» на фестивале Modern Drama Valley в Шанхае, Китай.

## Работы в театре
Театр на Литейном:
- Марта («Роза Бернд», режиссер Л.Додин),
- Пеппи («Пеппи Длинныйчулок», режиссер М.Левшин),
- Ольга («Ночные забавы», режиссер А.Кац),
- Алиса Флоринская («Плюшевая обезьянка в детской кроватке», режиссер Л.Эренбург),
- Марта («Валенскианская вдова», режиссер Я.Хамармер),
- Наташа («Городской романс», режиссер А.Галибин),
- Элиза («Скупой», режиссер Г.Тростянецкий),
- Бела Берло («Потерянные в звёздах», режиссер Г.Дитятковский),
- Присцилла («Театр Химер», режиссер М.Бычков),
- Зинаида Райх («Любовь и смерть Зинаиды Райх», режиссер И.Ларин),
- Иокаста («Эдип-царь», режиссер А.Прикотенко).

## Работы в кино
- 1987 — «Он приехал в день поминовения» (фильм-спектакль) (Марта);
- 2002 — «Скупой» (фильм-спектакль) (Элиза, дочь Гарпагона);
- 2011 — «В твоих глазах» (Нелли Всеволодовна Ливнева — психиатр, кандидат меднаук);

## Награды
- 1982 — Премия «Лучшая актриса 1982 года»;
- 1996 — Заслуженная артистка РФ  (9 апреля 1996 года) — за заслуги в области искусства[6];
- 2017 — Российская национальная театральная премия «Золотая Маска» в номинации «Женская роль второго плана»;
- 2017 — Международная премия Станиславского в номинации «Мастерство актёра»;
- 2019 — Shanghai Magnolia Stage Performance Award в номинации «Лучшая актриса»;
- 2019 — Медаль ордена «За заслуги перед Отечеством» II степени (13 июня 2019 года) — за большой вклад в развитие отечественной культуры и искусства, многолетнюю плодотворную деятельность[7];
- 2021 — Благодарность Президента Российской Федерации (15 декабря 2021 года) — за заслуги в развитии отечественной культуры и искусства, многолетнюю плодотворную деятельность[8].
- 2024 — Премия фестиваля «Театры Санкт-Петербурга — детям» в номинации «Лучший актёрский дуэт» в спектакле Антона Оконешникова «Руслан и Людмила» (Финн и Наина — Иван Трус и Елена Немзер);
- 2025 — Орден «За заслуги в культуре и искусстве» (6 августа 2025 года) — за вклад в развитие отечественной культуры и искусства, многолетнюю плодотворную деятельность[9].